# Qızıl Qışlaq
Qızıl Qışlaq (azerbajdzjanska: Aşağı Remeşin) är en ort i Azerbajdzjan.   Den ligger i distriktet Nachitjevan, i den sydvästra delen av landet, 400 km väster om huvudstaden Baku. Qızıl Qışlaq ligger 1 555 meter över havet och antalet invånare är 692.
Terrängen runt Qızıl Qışlaq är kuperad åt sydost, men åt nordväst är den bergig. Runt Qızıl Qışlaq är det ganska glesbefolkat, med 27 invånare per kvadratkilometer.. Närmaste större samhälle är Şahbuz, 10,1 km söder om Qızıl Qışlaq. 
Trakten runt Qızıl Qışlaq består i huvudsak av gräsmarker.